# Capanna di Cava
La capanna di Cava è un rifugio alpino posto a una quota di 2.066 m s.l.m. nella val Pontirone, nel comune di Biasca, Canton Ticino, Svizzera.

## Storia
Fu inaugurata nel 1935.

## Caratteristiche e informazioni
La capanna è disposta su 2 piani. Refettorio unico con camino per un totale di 50 posti.
In assenza del guardiano Piano di cottura sia a legna che a gas, completa di utensili di cucina. Servizi igienici all'interno. Riscaldamento a legna; acqua corrente in capanna. Illuminazione con pannelli solari. Posti letto suddivisi in 3 stanze.

## Accessi
- Alpe di Cava - L'Alpe di Cava è raggiungibile in auto, ma su una strada stretta e dissestata. - Tempo di percorrenza: 10 min
- Biborgh 1.313 m - Biborgh è raggiungibile in auto. - Tempo di percorrenza: 2,45 ore - Dislivello: 700 metri - Difficoltà: T1
- Biasca 302 m (via Forcarella di Cava)  - Biasca è raggiungibile anche con i mezzi pubblici. - Tempo di percorrenza: 5,45 ore - Dislivello: 1'850 metri - Difficoltà: T3
- Biasca 302 m (via Forcarella di Lago) - Biasca è raggiungibile anche con i mezzi pubblici. - Tempo di percorrenza: 6 ore - Dislivello: 2.000 metri - Difficoltà: T3.

## Escursioni
- Forcarella di Lago (2.371 m) - Tempo di percorrenza: 1 ora - Dislivello: 300 metri - Difficoltà:T2.

## Traversate
- Capanna Brogoldone 8 ore
- Rifugio Biasagn 3 ore